# Hamlet (album de Johnny Hallyday)
Pour les articles homonymes, voir Hamlet (homonymie).
Albums par Johnny Hallyday
In italiano
(1976) C'est la vie
(1977)
Hamlet est le 1er double album et le 22e album studio de Johnny Hallyday. Sorti le 7 novembre 1976, l'opus est réalisé par Jacques Revaux.

## Histoire
Sur les ondes, sur disques, sur scènes, Johnny Hallyday est omniprésent tout au long de l'année 1976. Cela commence un 13 février, jour où arrive dans les bacs des disquaires et aux radios, le 45 tours Requiem pour un fou, qui prend la tête de tous les hit-parade en quelques jours. Ça continue avec la chanson Derrière l'amour, qui sort un 9 juin et lui succède comme numéro un durant l'été. Le 30 juin, c'est l'album Derrière l'amour qui arrive chez les disquaires et qui deviendra sa plus grosse vente de la décennie. Puis la chanson Gabrielle débarque sur les ondes en septembre et est aussi un franc succès.
1976, pour Johnny Hallyday c'est surtout son grand retour sur une scène parisienne, dont il est absent depuis cinq ans,. Johnny se produit au Palais des sports de Paris du 28 septembre au 31 octobre, où il donne 35 représentations à guichets fermés, réunissant un total de 200 000 spectateurs. Le double album Johnny Hallyday Story - Palais des sports est mis en vente le 20 octobre. Sitôt achevé ses concerts dans la capitale, Hallyday prend la route pour une tournée en province jusqu'à la fin de l'année (et au-delà).
C'est dans ce contexte que sort le 7 novembre son premier double album studio Hamlet, un opéra rock, très marqué par le rock progressif,  adapté du classique de William Shakespeare. Johnny Hallyday est tellement omniprésent, sur disque, sur les ondes, sur scène, que son actualité fait de l'ombre à cet album dont il rêve depuis si longtemps - Hamlet est un projet vieux de six ans - et qu'à force de persévérance il est parvenu à concrétiser. La sortie du disque est discrète, personne ne l'attend, personne, pas même le principal intéressé ne l'annonce. Il n'est soutenu par aucune promotion, Si ce n'est une rencontre avec des élèves au lycée Grandmont de Tours, le 3 février 1977, organisée et retransmise par RTL,. L'album passe quasi inaperçu et n'obtient pas le succès espéré, se vendant à 140 000 exemplaires, il est considéré comme l'une des plus faibles ventes de l'ensemble de sa carrière.

De cet échec, Johnny dira plus tard : 
« ... J'avais demandé à Gilles Thibaut de travailler sur le projet [...] Il est revenu avec huit ou neuf titres tellement forts que je pensais en faire un spectacle mis en scène par Robert Hossein. L'année suivante, en 1970, j'ai travaillé le côté orchestral avec Jean-Claude Vannier / Ce n'est qu'en 1972 qu'on a enregistré, à Londres, les premières bases musicales [...] En 1976, Jacques Revaux est de l'aventure [...], la musique est de Pierre Groscolas [...], un orchestre de 150 musiciens [...] L'album sort dans l'indifférence générale en décalage complet. Trop tôt ou trop tard ? Dommage ce disque [...], j'y avais mis toutes mes tripes. »
Il était novateur, en 1976, d'adapter musicalement un classique de la littérature et de le chanter, il n'y avait pas encore un public pour cela. En 1980, le roman  Les Misérables est mis en musique par Claude-Michel Schönberg et Alain Boublil et l'œuvre éponyme est mise en scène au Palais des sports de Paris par Robert Hossein. Puis bien plus tard, en 1998, viendra le triomphe de l'adaptation, par Richard Cocciante et Luc Plamondon d'un autre classique de Victor Hugo, Notre dame de Paris, mais alors, les temps auront changé et les goûts du public aussi, on appelle désormais l'entreprise, non plus un opéra-rock mais une comédie musicale.

À propos de l'échec d'Hamlet, réalisation en avance sur son époque, Jean-François Brieu écrit : 
« L'absence d'extraits "vendeurs" pouvant séduire le public via les radios n'a laissé aucune chance à ce qui aurait pu être LE projet de la décennie soixante-dix [...] Aujourd'hui, le succès de Notre Dame de Paris montre à quel point Johnny Hallyday avait vu juste en s'attaquant à un texte classique pour en faire un spectacle moderne : il avait juste vingt ans d'avance. »
Le temps passant, L'album est devenu l'une des raretés de sa discographie et comme tel convoité et recherché par le public. Témoin, cette réédition CD des 40 albums studio de Johnny Hallyday, en 2000, où la semaine de sa sortie, Hamlet se place  en tête des ventes dépassant même pour l'occasion Sang pour sang, (sorti en 1999, qui alors « explose » les ventes tout au long de l'année 2000, pour finalement deux millions d'exemplaires écoulés).

## Autour de l'album
- Livret : Gilles Thibaut
- Musique : Pierre Groscolas
- Réalisation : Jacques Revaux (la 3e pour Hallyday).

Si Gilles Thibaut est le troisième auteur à écrire l'ensemble d'un album de Johnny, Pierre Groscolas est (outre le chanteur lui-même, compositeur de l'album Johnny chante Hallyday), le premier compositeur unique d'un disque d'Hallyday. 
- Référence originale : Double album Philips 6641470

- Et aussi :

Trois 45 tours promo Hors Commerce furent édités, en novembre 76 :
- La Mort d'Ophélie - J'effacerai de ma mémoire / référence originale : H.C. 6837363
- Pour l'amour - Le Duel / référence originale : H.C. 6833770
- To be or not to be - Je l'aimais : H.C. 6837371

- En 1977, l'album Hamlet est distribué au Japon (référence RJ 7250-51) ; sur l'édition japonaise, certains dessins du livret, jugés trop osés, sont censurés[20].

Rééditions : 
- 1990, première réédition vinyle et première diffusion en CD.
- Référence CD (édition 2000) : LC 00305
- 2008, réédition en vinyle.

Mort Shuman, en 1977, adapte en anglais la chanson La Mort d'Ophélie.
La conséquence de l'échec commercial d'Hamlet, entraine l'abandon du projet Alice au pays des merveilles de Lewis Carroll, que Sylvie Vartan ambitionnait d'adapter.

## Liste des titres
Nota :
- Textes Gilles Thibaut
- Musique Pierre Groscolas
- ¤ chant Johnny Hallyday ; ¤¤ Chœurs ;  ¤¤¤ Johnny et les chœurs.

Disque 1
| 1.  | Ouverture (instrumental)         | 3:31 |
| 2.  | Prologue (¤)                     | 1:04 |
| 3.  | Le vieux roi est mort (¤¤¤)      | 4:03 |
| 4.  | Le spectre du roi (¤¤¤)          | 1:15 |
| 5.  | L'orgie (¤)                      | 2:51 |
| 6.  | Prière du spectre à Hamlet (¤¤¤) | 2:53 |
| 7.  | Roi vivant ( ¤¤)                 | 1:07 |
| 8.  | J'effacerai de ma mémoire (¤)    | 3:21 |
| 9.  | Je suis fou (¤)                  | 4:34 |
| 10. | On a peur de lui (¤¤)            | 2:02 |
| 11. | Ophélie, oh folie (¤¤¤)          | 3:20 |
| 12. | L'asticot roi (¤)                | 2:41 |
| 13. | Je lis (¤)                       | 2:16 |
| 14. | Quel mal te bouffe (¤¤)          | 1:40 |
| 15. | Doute (¤¤¤)                      | 2:56 |

Disque 2
| 1.  | To be or not to be (¤)              | 4:59 |
| 2.  | Un trône est sans roi (¤¤)          | 3:19 |
| 3.  | Tue-le (¤¤¤)                        | 4:00 |
| 4.  | Ta mère est putain (¤¤)             | 1:10 |
| 5.  | Pour l'amour (¤)                    | 3:40 |
| 6.  | Le cimetière (¤)                    | 2:19 |
| 7.  | Écoutez (instrumental)              | 1:13 |
| 8.  | Écoutez (¤¤)                        | 1:41 |
| 9.  | La mort d'Ophélie (¤)               | 5:43 |
| 10. | Je l'aimais - Il est fou ( ¤ - ¤¤¤) | 3:59 |
| 11. | Le duel (¤)                         | 2:06 |
| 12. | La mort d’Hamlet (¤)                | 1:08 |
| 13. | Le rideau tombe (¤¤)                | 3:40 |

## Musiciens
150 musiciens et choristes, avec notamment :
- Claviers : Gabriel Yared et Roger Loubet
- Basse : Jannick Top, Christian Padovan
- Batterie : Jean Schultheis, André Sitbon
- Guitares : Slim Pezin, Jean-Pierre Azoulay

Les arrangements et la direction sont de Gabriel Yared et Roger Loubet.

## Classements hebdomadaires
| Classement (2000) | Meilleure position |
| ----------------- | ------------------ |
| France (SNEP)     | 33                 |